# Belisana yanbaruensis
Belisana yanbaruensis (Japans:ヤンバルユウレイグモ,Yanbaru-yūreigumo)  là một loài nhện trong họ Pholcidae. Loài này được phát hiện ở Nhật Bản.